# Juegos Suramericanos de 2002
Los VII Juegos Suramericanos tuvieron lugar entre el 1 y el 11 de agosto de 2002 en las ciudades brasileñas de Río de Janeiro, São Paulo, Curitiba y Belém. Colombia decidió no enviar su delegación en señal de protesta por la cancelación de Bogotá como ciudad sede de la séptima edición de los Juegos.

## Elección de la ciudad
Originalmente el evento fue otorgado a Córdoba en Argentina pero fueron mudados a Bogotá, Colombia debido a la crisis económica en aquel país. Posteriormente y debido a la violencia existente entre las Guerrillas y el Gobierno Colombiano las delegaciones de Bolivia, Paraguay, Uruguay y Venezuela amenazaron con su retiro. De esta manera Antonio Rodríguez presidente de la Organización Deportiva Suramericana solicitó el 10 de abril de 2002 al Comité Olímpico Colombiano cancelar los juegos, justo después de un atentado terrorista en Villavicencio, lugar donde se desarrollaba la final de la Copa Davis. Los juegos Bogotá 2002 estaban destinados comenzar el 3 de mayo de 2002, pero luego de la negativa de adicionales Comités olímpicos los juegos se cancelaron definitivamente. Únicamente Panamá, Chile y Ecuador culminaron apoyando la realización de los juegos en Colombia.
Finalmente para evitar suspender la edición de los juegos que se realizan cada cuatro años, estos fueron trasladados a última hora a Brasil. Colombia en señal de protesta no envió su delegación a este edición y no acudió a la siguiente asamblea de la Organización Deportiva Suramericana. El Comité Organizador comentó que Bogotá estaba preparada para realizar los mejores Juegos Suramericanos para la fecha luego de una inversión de 2.000 millones de pesos colombianos.
En esta situación de incertidumbre, el Comité Olímpico Peruano ofreció realizar los juegos en Arequipa apoyándose en su desempeño en los recientes Juegos Bolivarianos de 1997 organizados por dicha ciudad en el Perú.

## Equipos participantes
Antillas Neerlandesas retornaron a los juegos y Colombia decidió no enviar su delegación. En total 14 naciones asistieron a los juegos.

## Deportes
En estos juegos participaron un total de 2.069 deportistas. En el programa estaban presentes 24 disciplinas: atletismo, balonmano, bolos, boxeo, ciclismo, natación (incluye natación sincronizada), esgrima, fútbol sala, gimnasia artística y rítmica, golf, halterofilia, judo, karate, lucha olímpica, patinaje (incluye patinaje artístico y patinaje de velocidad), piragüismo, remo, taekwondo, tenis, tenis de mesa, tiro con arco, tiro skeet, triatlón y vela.
En comparación con la pasada edición se estrenó la modalidad de Balonmano y no se compitió en Básquetbol.
| - Arquería - Atletismo - Balonmano - Bolos - Boxeo - Canotaje | - Ciclismo - Deportes Acuáticos - Esgrima - Futsal - Gimnasia - Golf | - Levantamiento de Pesas - Judo - Karate - Lucha - Patinaje - Remo | - Taekwondo - Tenis de mesa - Tenis - Tiro olímpico - Triatlón - Vela |

## Medallero
Argentina por primera vez en la historia de los juegos perdió la primera posición en el medallero que le fue arrebatada por Brasil. Además la delegación brasileña superó la marca de 300 medallas ganadas y la de medallas de oro (148 preseas).
Sorpresa fue la actuación de Venezuela que también superó a Argentina en la clasificación ocupando así la segunda posición.
La tabla se encuentra ordenada por la cantidad de medallas de oro, plata y bronce.
Si dos o más países igualan en medallas, aparecen en orden alfabético.
Fuente: Organización Deportiva Suramericana (ODESUR). País anfitrión en negrilla.
| Núm.  | País                  | Oro | Plata | Bronce | Total | Orden por Total |
| ----- | --------------------- | --- | ----- | ------ | ----- | --------------- |
| 1     | Brasil                | 148 | 95    | 90     | 333   | 1               |
| 2     | Venezuela             | 97  | 70    | 64     | 231   | 3               |
| 3     | Argentina             | 76  | 89    | 80     | 245   | 2               |
| 4     | Chile                 | 24  | 41    | 46     | 111   | 4               |
| 5     | Ecuador               | 23  | 32    | 37     | 92    | 5               |
| 6     | Perú                  | 6   | 28    | 30     | 64    | 6               |
| 7     | Antillas Neerlandesas | 3   | 2     | 7      | 12    | 8               |
| 8     | Uruguay               | 2   | 8     | 21     | 31    | 7               |
| 9     | Panamá                | 1   | 5     | 6      | 12    | 8               |
| 10    | Paraguay              | 0   | 1     | 8      | 9     | 9               |
| 11    | Guyana                | 0   | 1     | 7      | 8     | 10              |
| 12    | Aruba                 | 0   | 1     | 2      | 3     | 11              |
| 13    | Bolivia               | 0   | 0     | 9      | 9     | 12              |
| 14    | Surinam               | 0   | 0     | 0      | 1     | 13              |
| TOTAL | TOTAL                 | 380 | 373   | 407    | 1160  |                 |

| Predecesor: Cuenca 1998 | Juegos Suramericanos Belém, Curitiba, São Paulo y Rio de Janeiro 2002 | Sucesor: Buenos Aires 2006 |